# Carl Ras
Carl Ras er en dansk grossist indenfor værktøj og beslag. Den blev grundlagt som en isenkræmmerbutik på Nørrebrogade 180, København i september 1932 under navnet Carl Rasmussen Værktøj & Beslag. Carl Ras har hovedsæde i Herlev, og 22 afdelinger i Danmark. I 2022 var der over 400 ansatte i virksomheden.
I 2024 vandt selskabet prisen Danmarks bedste arbejdsplads i kategorien for virksomheder med mellem 500-499 medarbejdere uddelt af Great Place to Work.

## Cykelsport
Carl Ras har i mange år været sponsor indenfor cykelsport, og er pr. 2024 navnesponsor for de danske cykelhold Airtox-Carl Ras, Team Uno-X - Carl Ras Roskilde Junior og Team Rytger Carl Ras. Fra 2019 til 2022 var firmaet navnesponsor for Team IBT-Tripeak, under navnet Team IBT-BH Carl Ras.